# Gero (Lausitz)
Gero (* um 970; † 1. September oder 1. Oktober 1015 bei Crossen an der Oder) war Graf im Gau Serimunt, Schwabengau, ab 992 im Hassegau und ab 993 Markgraf der Mark Lausitz, die er aber an der Ostflanke zu großen Teilen 1002 an den polnischen König Bolesław I. Chobry verlor. Er herrschte über ein Gebiet, das ungefähr der heutigen Niederlausitz entspricht.
In der älteren Literatur wird er unter dem Namen Gero II., Markgraf der Sächsischen Ostmark, geführt. Dies ist nicht richtig, da die Sächsische Ostmark nach dem Tod Geros „des Großen“ 965 aufgelöst und in fünf kleinere Verwaltungseinheiten (Marken) geteilt wurde.

## Abstammung
Gero war der einzige Sohn des Markgrafen Thietmar I. von Meißen und der Suanehild vom Stamm der Billunger, Tochter von Herzog Hermann von Sachsen. Er war ein Großneffe des Markgrafen Gero der Ostmark und Neffe des Erzbischofs Gero von Köln.

## Herrschaft
Nach Thietmars Tod, 979, trat Gero, der zu diesem Zeitpunkt noch sehr jung war, des Vaters Nachfolge im Gau Serimunt und bald auch im Schwabengau an, während die Marken Meißen und Merseburg von Kaiser Otto I. wieder an den zwischenzeitlich verbannten Gunther von Merseburg gegeben wurden. Gero konnte jedoch im Laufe der Zeit seinen Herrschaftsbereich und seine Stellung erheblich ausbauen. Als Graf im Hassegau ist er ab 992 urkundlich belegt. Eine ihm nach Erbrecht zustehende Grafschaft besaß er nördlich vom Serimunt im slawischen Gau Zitizi an der Elbe, um das heutige Zerbst. Vom Vater stammte auch eine Grafschaft im Gau Coledizi. Nach dem Tod des nahe mit ihm verwandten Markgrafen Hodo I., 993, erhielt Gero dessen Mark Lausitz und den slawischen Gau Nizizi sowie Teile von Hodos Allodien; seitdem führte er den Titel marchio (Markgraf).

## Reichspolitik
Gero war eine treue Stütze der Ottonen, gehörte zu den Vertrauten von Kaiser Otto III. und war ein Anhänger von dessen Politik der Renovatio imperii („Wiederherstellung des Römischen Reiches“) und damit ein Befürworter des Aktes von Gnesen, der im Jahre 1000 das Erzbistum Gnesen begründete. Als Herr über wichtige Grenzmarken pflegte Gero sehr gute Kontakte zum polnischen König Bolesław I. Chobry, die sich auch in der hohen Achtung erkennen lassen, die Bołeslaw und seine Leute 1015 dem gefallenen Gero und seinen Mannen erwiesen.

## Polenfeldzüge
Wohl um diese guten Beziehungen nicht zu gefährden und sein Herrschaftsgebiet damit zu schützen, hielt sich Gero in den sogenannten Polenkriegen zwischen Kaiser Heinrich II. und Bolesław I. Chobry sehr zurück. Die Grenzlage und die andauernden Feindseligkeiten erforderten militärisches Handeln, aber Gero war als Heerführer wenig erfolgreich. Es ist auch nicht bekannt, dass Gero versucht hätte, die Lausitzen von Bolesław zurückzuerobern. Seine Gebiete erlitten häufige Verwüstungen, nicht nur durch einfallende Slawen, sondern auch durch deutsche Truppen, die sich plündernd bereicherten; so verwüstete z. B. ein von Heinrich II. im Jahre 1010 gegen Bolesław versammeltes Heer die markgräflichen Besitzungen um Belgern, nachdem Heinrich wegen Krankheit abgereist war, ehe es nach dem abgebrochenen Polenfeldzug den Heimzug antrat. Zu diesem Zeitpunkt scheint Gero bei Heinrich nicht mehr in gutem Ruf gestanden zu haben, und er wurde für den entstandenen Schaden vom Kaiser nicht entschädigt. Ebenso wird er seitdem in den Kaiserurkunden nicht mehr erwähnt.
Fünf Jahre später, bei Heinrichs viertem Feldzug gegen Bolesław, verwüstete und brandschatzte das kaiserliche Heer, unter der persönlichen Führung Heinrichs, im Juli 1015 die Mark Geros um „Sclaucisvordi“. Dies wird von manchen Historikern als „zielbewusst durchgeführte Strafaktion des Kaisers“ betrachtet, mit der Gero zur Teilnahme an dem bevorstehenden Feldzug gezwungen wurde.

## Tod
Auf diesem letzten Feldzug befehligte Gero beim Rückzug über die Burg Strehla nach Merseburg die kaiserliche Nachhut. Als Heinrichs Heer bei einer Rast am 1. September (oder 1. Oktober) 1015 bei Crossen an der Oder in einen Hinterhalt geriet, fiel Gero mit 200 seiner Leute. Er wurde im Kloster Nienburg an der Saale beigesetzt.

## Familie
Geros Ehe mit Adelheid entstammte ein Sohn, Thietmar, Markgraf der Lausitz († 10. Januar 1030), der seinem Vater im Amt als Markgraf in der Lausitz folgte.